# University of the Arts (Philadelphia)
University of the Arts är en amerikansk konst- och dramatisk högskola i Philadelphia i Pennsylvania. Dess campus utgör en del av Avenue of the Arts i centrala Philadelphia. Högskolan är uppdelad i College of Art, Media and Design och College of Performing Arts, samt underenheterna Liberal Arts och Continuing Studies. 
År 1870 inrättades Philadelphia Musical Academy och 1877 Philadelphia Conservatory of Music. År 1944 grundades Children's Dance Theatre, senare känd som Philadelphia Dance Academy. 
År 1876 grundades Pennsylvania Museum and School of Industrial Art som ett museum och som en konstskola. År 1938 namnändrades museet till Philadelphia Museum of Art och skolan blev Philadelphia Museum School of Industrial Art. År 1964 blev skolan självständig från museet och omdöptes till Philadelphia College of Art.
År 1985 slogs Philadelphia College of Art och Philadelphia College of the Performing Arts samman till Philadelphia Colleges of the Arts och fick 1987 universitets ställning som University of the Arts.